# Steinitz (Lohsa)

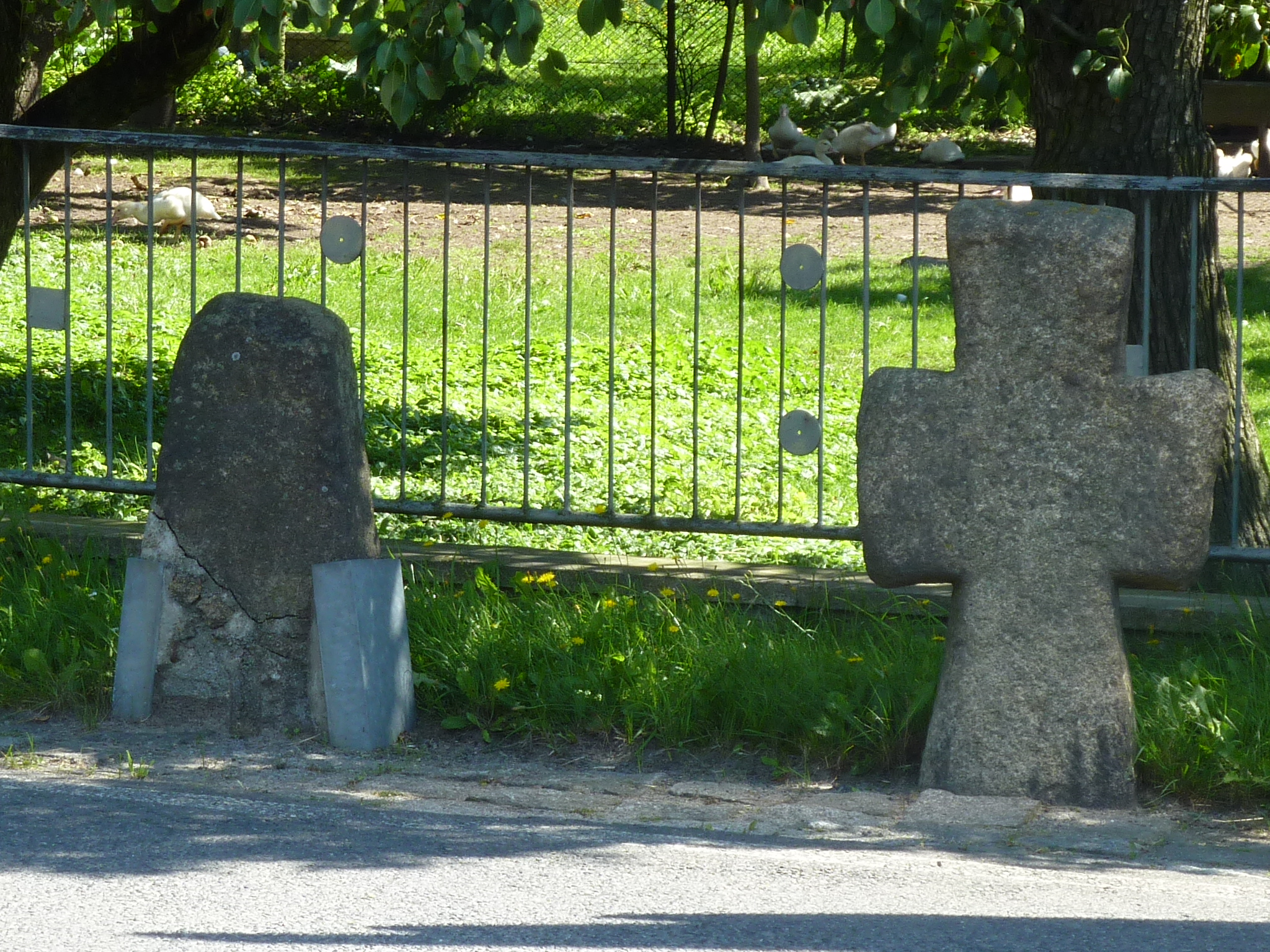
Steinkreuze in Steinitz

Steinitz, obersorbisch Šćeńcaⓘ, ist ein Dorf im Norden des sächsischen Landkreises Bautzen. Es zählt zur Oberlausitz und gehört zur Gemeinde Lohsa. Der Ort zählt offiziell zum sorbischen Siedlungsgebiet und hat etwa 330 Einwohner.

## Geographie
Steinitz befindet sich zwischen Friedersdorf und Weißig. Im Westen ist ein Tagebau mit dem Ort Caminau. Der Ort ist umgeben von mehreren großen Wäldern. Östlich von Steinitz beginnt die Driewitz-Milkeler Heiden, mit etwa 20 Quadratkilometern eines der größten unbesiedelten Waldgebiete der Lausitz. Der Eichberg befindet sich unweit des Dorfes.

## Geschichte
Die erste urkundliche Erwähnung des Ortes erfolgte 1306 als Steinicz. Der Ort ist aber vermutlich wesentlich älter, was durch Ausgrabungsfunde bei Lohsa vermutet wird. Für das Jahr 1563 ist ein Rittergut belegt. Noch um 1900 ist Steinitz ein Straßendorf mit gewannähnlicher Block- und Streifenflur mit Gutsblöcken.
Auf dem Eichberg fand im Jahr 1813 ein Gefecht mit dem Truppen von Napoleon statt, ein Denkmal erinnert noch heute daran.
Nach dem Wiener Kongress wurden die Grenzen Europas neu gezogen, dadurch befand sich das sächsische Steinitz nun in Preußen. Die evangelische Pfarrei Königswartha befand sich im Ausland. Nach dem Zweiten Weltkrieg strömten sehr viele Deutsche aus den ehemaligen Ostgebieten in die sorbisch geprägte Region. Dadurch wurde im Laufe der Zeit immer mehr deutsch gesprochen und die sorbische Sprache verdrängt. In den 1930/40er Jahren wechselte der Ort mehrmals die Gemeindezugehörigkeit. Seit dem 1. Januar 1994 gehört der Ort zur Gemeinde Lohsa.

### Rittergut Steinitz
Im Jahr 1410 befand sich das Gut Steinitz im Besitz der Familie von Schreibersdorff, die es bis auf eine kurze Unterbrechung in der Mitte des 15. Jahrhunderts bis zur Mitte des 17. Jahrhunderts besaß. Noch vor 1672 erwarb Hans von Dallwitz das 1563 urkundlich als Rittergut erwähnte Gut Steinitz und veräußerte es 1693 an den Herrn von Schönburg. Es blieb in Familienbesitz, bis es 1803 von dem Herrn von Schkopp erworben wurde. Nach nur dreijährigem Besitz wurde das Rittergut wieder verkauft und wechselte in der Folgezeit häufig seine Besitzer. 1921 erwarb der Prinz Ulrich von Schönburg-Waldenburg das Rittergut. Dr. Adolf Oeren war seit 1933 der letzte Besitzer und wurde 1945 enteignet. Nur zwei Jahre später wurde das Schloss Steinitz abgerissen. Erhalten ist noch ein ruinöses Wirtschaftsgebäude.

### Ortsname
Urkundlich überlieferte Formen des Ortsnamens sind Steinicz (1306), Steynicz (1410), Steynicz (1469) und schließlich Steinitz (1622). Noch später als beim deutschen Ortsnamen setzt die schriftliche Überlieferung des sorbischen Ortsnamens ein.

### Bevölkerung und Sprache
| Datum | Einwohner |
| ----- | --------- |
| 1825  | 234       |
| 1871  | 267       |
| 1885  | 249       |
| 1900  | 244       |
| 1905  | 237       |
| 1925  | 289       |
| 1939  | 305       |
| 1946  | 728       |
| 1950  | 482       |
| 1964  | 404       |
| 1990  | 358       |
| 2007  | 349       |
| 2009  | 331       |

Für seine Statistik über die sorbische Bevölkerung in der Oberlausitz ermittelte Arnošt Muka in den achtziger Jahren des 19. Jahrhunderts eine Bevölkerungszahl von 281, darunter 278 Sorben (99 %) und nur drei Deutsche. Ernst Tschernik zählte 1956 in der Gemeinde Steinitz einen sorbischsprachigen Anteil von noch 53,2 % der Bevölkerung. Seitdem ist der Gebrauch des Sorbischen im Ort weiter stark zurückgegangen.

## Wirtschaft
In der Nähe gibt es zahlreiche Teiche, die zur Fischzucht genutzt werden. Des Weiteren gibt es sehr viel Wald, der forstwirtschaftlich genutzt wird. Die Forstwirtschaft spielt nach wie vor noch eine große Rolle, aber sie beschäftigt, wie der entstehende Tourismus, nur wenige Menschen. Des Weiteren spielt auch die Landwirtschaft eine wichtige Rolle.
Auch im Dorf gibt es kleine Unternehmen, z. B. eine Obstmosterei, eine Pension, eine Tischlerei und eine Gaststätte.